# Менгден Амалія Георгіївна
Баронеса Амалія Георгіївна фон Менгден (нім. Amalia Eleonora Carolina Constantia Freiin von Mengden; 1799, Курляндія — 1864, Костромська губернія) — фабрикантка, одна з перших жінок-підприємців в текстильній промисловості Російської імперії. Більше 30 років (з 1830 по 1864 рік) керувала зразковою фабрикою свого чоловіка генерала Михайла фон Менгдена (1781—1855) в селищі Никольському Костромської губернії, що випускала столову білизну найвищої якості.

## Біографія
Амалія Георгіївна фон Менгден (уроджена баронеса Фелькерзам) народилася в 1799 році в Курляндії. За віросповіданням лютеранка. ЇЇ батько, барон Георгій фон Фелькерзам (1766—1848), був ліфляндським цивільним губернатором в 1829—1847 роках. ЇЇ брат — барон Гамількар фон Фелькерзам (1811—1856), «лівонський Мірабо», був ліфляндським ландмаршалом (предводителем дворянства губернії) з 1848 по 1851 роки.
Баронеса славилася красою, її портрет написав відомий німецький портретист Ріхард Лаукерт. Вийшла заміж за іншого представника остзейського дворянства, барона Михайла фон Менгдена (1781—1855), якому належав маєток Нікольське Костромської губернії (нині село Сошники Вічугського району Івановської області, за 4 км на північний схід від м. Вічуга) з вотчинною фабрикою столової білизни, заснованою в 1800-х роках.
Одним з полкових командирів в дивізії генерала Менгдена був декабрист Павло Пестель, який часто відвідував маєток генерала. У розмовах з Амалією Георгіївною, ніби жартома, Пестель мріяв вголос, що з часом він буде диктатором в Росії. Баронеса його зупиняла, примовляючи: «Пестель, Пестель, погано ви закінчите», при цьому вона проводила пальцями по своїй шиї.
За спогадами онуки Софії, після смерті чоловіка Амалія Георгіївна «жила весь рік в селі, селян лікувала, допомагала їм, входила в їхні потреби». Проте навесні 1861 року після скасування кріпосництва в маєтку баронеси (як і в сусідніх маєтках) відбулися масові заворушення селян. Селяни відмовлялися йти на панщину та платити оброк. Для утихомирення селян довелося викликати війська, а призвідників покарати.
Амалія фон Менгден померла на початку 1864 року в селищі Нікільському. Відразу після її смерті молодший син Володимир перевіз її тіло в сімейний склеп Фелькерзамів, що знаходився в родовому маєтку Штайнзеє (Steinensee) в Курляндській губернії (нині це музеєфікована садиба Стелмуже в Зарасайському районі Литви, недалеко від латвійсько-литовського кордону на північний захід від Даугавпілса).

## Діти
- Старший син Олександр (1820—1903) — дипломат.
- Середній син Микола (1822—1888) — правознавець, «перший російський турист у Бразилії».
- Молодший син Володимир[ru] (1825—1910) — член Державної ради, один з можливих прототипів Олексія Кареніна з роману Льва Толстого «Анна Кареніна».
- Дочка Марія (1828—1902) — була одружена з графом Дмитром Іануарьєвичем Толстим.